# Mons (Var)
 Mons  (forma oficial, también se utiliza Mons-en-Provence) es una población y comuna francesa, que se encuentra en la región de Provenza-Alpes-Costa Azul, departamento de Var, en el distrito de Draguignan y cantón de Fayence.

## Demografía
| 248 | 226 | 239 | 291 | 459 | 671 |
| Para los censos de 1962 a 1999 la población legal corresponde a la población sin duplicidades (Fuente: INSEE [Consultar]) |     |     |     |     |     |